# Tan Howe Liang
Tan Howe Liang (n. 5 mai 1933, Shantou⁠(d), Republica Chineză – d. 3 decembrie 2024, Singapore) a fost un halterofil ce a reprezentat Singapore, medaliat olimpic. A participat la 2 ediții ale Jocurilor Olimpice (1956, 1960) în care a câștigat o medalie de argint.